# Валлен (Німеччина)
Валлен (нім. Wallen) — громада в Німеччині, розташована в землі Шлезвіг-Гольштейн. Входить до складу району Дітмаршен. Складова частина об'єднання громад КЛГ-Айдер.
Площа — 1,86 км2. Населення становить 32 ос. (станом на 31 грудня 2020).